# マリオネット (音楽グループ)
マリオネット（2021年 - 2023年）は、日本の女性音楽デュオ。ミナミとマオの二人の歌手をメンバーとするグループである。2023年1月31日をもって所属事務所オフィスコットンとの契約が満了し、同事務所を退所。それにともないデュオとしての活動を終了した。

## 略歴
10歳のころにダンスを始めたミナミは、高校生の時にモダンダンスと出会い、2012年の全国中学校・高等学校ダンスコンクールで3位に入賞するなど踊ることに打ち込む学生であった。趣味の宝塚歌劇団観劇を通し表現者として舞台に立つ夢を抱いていたが、この時点では歌手になることを目標とはしていなかった。自身の夢を叶えるべく2017年に徳間ジャパンコミュニケーションズとラジオ日本が主催した「演歌・歌謡曲 新人アーティストオーディション」に応募したのをきっかけに歌手としての道を歩み始める。同オーディションに約2500名の中から12名のファイナリストのひとりとして選出され、同年8月26日の全国大会に出場。これが観客の前での初めての歌唱となる。入賞は逃したが、現在所属の事務所から女性デュオのメンバーとしてスカウトされたことを機に本格的に歌手を目指すことを決意する。以降、各地のイベント会場にて昭和歌謡やオールディーズを歌うソロ歌手としての活動を行いながら、女性デュオのメンバーを探すこととなる。
もう一人のメンバー マオは、小学生の時に地元高知県のテレビ局主催の歌謡大会「歌って走ってキャラバンバン」に優勝するなど幼少のころから将来歌手になることに憧れていた。高校卒業と共に上京し大学に通いながら歌のレッスンを始める。期限付きながらも父親からのプロの歌手を目指すことへの理解を得て、ピアノの弾き語りやシンガーソングライターとしてのソロ活動を開始する。また、2018年の「西田あい新春ディナーショー」など2016年頃から2019年に渡り歌手西田あいのコンサートやライブにコーラスとして参加するなど歌手活動も行うようになるが、プロ歌手としてのチャンスは巡ってはこなかった。その後マオは関係者を通じて知った女性デュオの相方を探すオーディションに挑戦し、女性デュオのメンバーを探していたミナミと出会う。
2019年1月よりふたりは各地のイベントにて歌謡曲を歌う女性デュオとしてステージに立つことになる。
2021年、作曲家浜圭介に見いだされ、女性歌謡デュオ「マリオネット」として同年5月12日にメジャーデビューを果たすこととなる。
2023年2月25日、各メンバーのSNSにて、2023年1月31日をもって所属事務所オフィスコットンとの契約満了となり同事務所を退所し、それにともないデュオとしての活動を終了したことが報告された。

## メンバー
- ミナミ[9]
  - 埼玉県富士見市出身
  - 身長 154cm
  - 趣味は、宝塚歌劇団の舞台観劇、水泳、ヨガ
  - 特技は、モダンダンス（2012年第65回全国中学高校ダンスコンクール3位）、人の手のツボを押すこと
  - 取得資格は、英検準2級、漢検2級
  - 好きな食べ物は、パリパリの羽付き餃子

- マオ[9]
  - 高知県高知市出身
  - 身長 151cm
  - 趣味は、写真を撮ること、神社巡り、お香を焚くこと、ショッピング
  - 特技は、韓国語（留学経験あり）、硬筆
  - 取得資格は、韓国語能力試験4級（中級）、韓国語能力評価試験5級（上級）
  - 好きな食べ物は、ホルモン焼き

## ディスコグラフィー

### シングル
| # | 発売日        | 曲順 | タイトル         | 作詞       | 作曲   | 編曲     | 最高順位 | 規格品番  |
| - | ------------- | ---- | ---------------- | ---------- | ------ | -------- | -------- | --------- |
| 1 | 2021年5月12日 | 01   | マリオネットの恋 | 田久保真見 | 浜圭介 | 矢田部正 | 50位     | CRCN-8401 |
| 1 | 2021年5月12日 | 02   | 涙のアクアリウム | 田久保真見 | 浜圭介 | 矢田部正 | 50位     | CRCN-8401 |

## 年表

### 2020年
- 5月10日、TikTokでの動画投稿を開始

### 2021年
- 4月12日、日本クラウンよりメジャーデビュー[10]

- 10月15日、YouTubeチャンネル「えむえむチャンネル」を開設。ラジオ番組形式の動画「マリオネットのおしゃべり劇場」の配信を開始。[11]

### 2022年
- 1月24日、TikTok動画配信にてカバー曲のアカペラ歌唱動画や視聴者とのデュエット動画を毎日投稿を開始。[12]

## 出演

### テレビ

#### NHK
- 「はやウタ」（2021年10月10日、NHK総合）

#### 民放各局
- 「洋子の演歌一直線」（2021年7月25日、テレビ東京）

- 「カラオケ大賞」（2021年1月12日、チバテレビ）

- 「人生、歌がある」（2021年7月10日、BS朝日）

- 「洋子の演歌一直線」（2021年7月25日、テレビ東京）

- 「中山秀征の有楽町で逢いまSHOW♪プラス」（2021年8月6日・8月10日、J:COMテレビ）2回に渡り出演

- 「歌謡プレミアム」（2021年8月9日、BS日テレ）

- 「ミュージック・シャワー」（2021年8月16日、チバテレビ、その他）

- 「カラオケ大賞」（2022年1月10日、チバテレビ）

### ラジオ

#### レギュラー出演
- 「大崎潔の昭和歌謡にゾッコン！」（2021年7月3日~9月25日、コミュニティFM「MUSIC　BIRD」）

#### ゲスト出演
- 堀江淳のファインミュージックアワー」（2021年4月24日・5月1日、コミュニティFM）

- 「すっぴん土曜日」（2021年5月15日、IBC岩手放送）
- 「よっちゃんの歌謡アプローチ」（2021年5月25日・26日・27日、四国放送）

- 「笑ジオ」（2021年5月27日、RKC高知放送）

- 「ひるかラ！MIX」（2021年5月27日、NBC長崎放送）

- 「笑売繁盛！ウメ子食堂」（2021年5月27日、RKBラジオ）

- 「ノンちゃんの歌と心の健康法」（2021年6月2日・6月9日、ラジオ大阪）2回に渡り出演
- 「Music Palette」（2021年6月5日、TBSラジオ）

- 「Talking Loud」（2021年6月7日、むさしのFM）

- 「三条ひろみのニューハートフルSONG」（2021年7月14日、エフエムたちかわ）

- 「AKANEのCatch The Music!」（2021年7月17日、REDS WAVE 87.3FM）

- 「パークサイド・スクエア」（2021年7月21日、エフエムたちかわ）

- 「演歌で宴会！」（2021年7月25日、BSS山陰放送）電話インタビュー出演

- 「舞LOVE MUSIC」（2021年7月31日、FM桐生）電話生出演

- 「中澤卓也のMUSIC HOUR」（2021年8月1日~、BSN新潟放送、その他）

- 「Got Bless Saturday（ゴブサタ）」（2021年8月7日、FMヨコハマ）リモート生出演

- 「高原兄の5時間耐久ラジオ（ミュージックカフェ）」（2021年8月7日、北日本放送）電話インタビュー出演

- 「岩佐美咲・はやぶさの同期 de どーよ」（8月23日〜9月5日、USEN　C-42ch、その他）

- 「ジョージの＂ぶち好きやけー＂」（2021年9月20日~、USEN C-42chその他）

- 「ＳＷＥＥＴ！！」（2021年10月19日、ラジオ日本）
- 「三山ひろしの「演歌の夜明け」」（2022年1月1日/1月8日~、西日本放送、その他）2週に渡り出演
- 「林寛子のラブリーアイランド」（2022年1月10日、八王子FM）
- 「NACK5 ゴールデンウィークスペシャル　大崎潔のアイドルストーリー」（2022年5月1日、NACK5）

## その他
- 音楽雑誌「カラオケファン 2021年6月号」にインタビュー記事掲載[13]
- 音楽雑誌「歌の手帖 2021年6月号」にインタビュー記事掲載[7]
- 音楽雑誌「ソングブック 2021年5月号」にインタビュー記事掲載[14]